# Прапор Довжанського району
Прапор Довжанського району — один із символів Довжанського району.

## Опис
Прапор району являє собою прямокутне полотнище, що складається з двох смуг: жовтої, що символізує жито, та зеленої, що символізує зелені поля. Співвідношення ширини до довжини прапора — 2:3.
Чорний трикутник зліва, на відстані 1/6 довжини прапора символізує вугілля та нафтові родовища. Білий паралелограм із правої сторони трикутника символізує чистоту району.
Прапор району двосторонній.